# Drei Gleichen
Drei Gleichen is een gemeente in de Duitse deelstaat Thüringen, en maakt deel uit van het district Gotha.
Drei Gleichen telde in 2018 7.931 inwoners.
De volgende plaatsen maken deel uit van Drei Gleichen: Cobstädt, Grabsleben, Großrettbach, Günthersleben, Mühlberg, Seebergen, Wandersleben, en Wechmar.
Steden: Friedrichroda · Gotha · Ohrdruf · Tambach-Dietharz · Waltershausen

Overige gemeenten: Bad Tabarz · Bienstädt · Dachwig · Döllstädt · Drei Gleichen · Emleben · Eschenbergen · Friemar · Georgenthal · Gierstädt · Großfahner · Herrenhof · Hohenkirchen · Hörsel · Leinatal · Luisenthal · Molschleben · Nesse-Apfelstädt · Nessetal · Nottleben · Petriroda · Pferdingsleben · Schwabhausen · Sonneborn · Tonna · Tröchtelborn · Tüttleben · Zimmernsupra